# Karl von Habsburg
Karl von Habsburg (Karl Thomas Robert Maria Franziskus Georg Bahnam; n. 11 ianuarie 1961), cunoscut sub numele  Arhiducele Karl de Austria, este un politician austriac, actualul Șef al Casei de Habsburg și Mare Maestru al Ordinului Lânii de Aur.
Născut la Starnberg, Bavaria, Germania, este fiul lui Otto von Habsburg și a Prințesei Regina de Saxa-Meiningen; este nepotul ultimului împărat al Austriei, Carol I. A fost membru al Parlamentului European pentru Partidul Popular Austriac în perioada 1996–1999.

## Casa de Habsburg
În 1961, tatăl lui, Otto von Habsburg, a renunțat la toate pretențiile asupra tronului austriac, ca o condiție de a i se permite întoarcerea în Austria.
La 30 noiembrie 2000 tatăl lui Karl i-a transferat lui poziția de Șef și Suveran al Ordinului Lânii de Aur. La 1 ianuarie 2007 Otto von Habsburg a renunțat și la poziția de Șef al Casei de Habsburg, statut pe care l-a acordat lui Karl.

## Viața privată
Karl von Habsburg s-a născut în Germania. A fost botezat la Pöcking, Bavaria, ca Arhiducele Karl de Austria (Erzherzog Karl von Österreich). La momentul nașterii sale, tatăl său era apatrid de facto și poseda un pașaport diplomatic, în timp ce mama lui era cetățean german. La fel ca tatălui său și fraților acestuia, i s-a interzis accesul în Austria în primii ani ai vieții. A trăit la Salzburg, Austria, din anul 1981.
La 31 ianuarie 1993, s-a căsătorit cu Francesca Thyssen-Bornemisza, singura fiică a baronului Hans Heinrich Thyssen-Bornemisza  de Kászon și Impérfalva, un industriaș european, și a celei de-a doua soții, Fiona Campbell Walter.
Karl și Francesca au trei copii:
- Eleonore Jelena Maria del Pilar Iona (n. 28 februarie 1994, Salzburg)
- Ferdinand Zvonimir Maria Balthus Keith Michal Otto Antal Bahnam Leonhard (n. 21 iunie 1997, Salzburg)
- Gloria Maria Bogdana Paloma Regina Fiona Gabriela (n. 15 octombrie 1999, Salzburg); nașa ei este Gloria, Prințesă de Thurn și Taxis.[8]

Karl și Francesca s-au separat în 2003.
În iulie 1998 un tribunal austriac l-a amendat pe Karl von Habsburg cu 180.000 schillings (14.300 $); el nu a declarat funcționarilor vamali atunci când a trecut granița din Elveția în iulie 1996 că are în bagaje o diademă. Diadema aparținea soției sale care intenționa s-o poarte la o nuntă.